# Tristen Newton
Tristen Jamal Newton (Pensacola, 26 april 2001) is een Amerikaans basketballer die sinds 2025 als point guard of shooting guard uitkomt voor de Minnesota Timberwolves.

## Carrière
Newton speelde collegebasketbal voor de East Carolina Pirates van 2019 tot 2022 en voor de UConn Huskies van 2022 tot 2024. Hij stelde zich in 2024 beschikbaar voor de NBA draft en werd als 49e in de tweede ronde gekozen door de Indiana Pacers. Op 27 juli 2024 tekende Newton een two-way contract bij de Pacers en de Indiana Mad Ants, het geaffilieerde team van Indiana Pacers in de NBA G League. Op 18 november 2024 maakte Newton zijn NBA-debuut voor de Pacers in een wedstrijd tegen de Toronto Raptors. Tussendoor speelde Newton ook 4 wedstrijden voor de Indiana Mad Ants. Op 1 januari werd zijn contract bij de Indiana Pacers stopgezet. Enkele dagen later werd Newton opgepikt door de Minnesota Timberwolves. Tijdens het seizoen 2024/25 speelde Newton 3 wedstrijden voor de Timberwolves, terwijl hij vooral speelminuten maakte bij de Iowa Wolves in de NBA G League. 

## Statistieken
| Legenda | Legenda                | Legenda | Legenda                 | Legenda | Legenda               |
| ------- | ---------------------- | ------- | ----------------------- | ------- | --------------------- |
| WG      | Wedstrijden gespeeld   | WS      | Wedstrijden als starter | MPW     | Minuten per wedstrijd |
| FG%     | Fieldgoal-percentage   | 3P%     | Drie-punterpercentage   | VW%     | Vrije-worppercentage  |
| RPW     | Rebounds per wedstrijd | APW     | Assists per wedstrijd   | SPW     | Steals per wedstrijd  |
| BPW     | Blocks per wedstrijd   | PPW     | Punten per wedstrijd    | Vet     | Hoogste in carrière   |

### Regulier seizoen
| Seizoen  | Team                   | WG | WS | MPW | FG%  | 3P% | FW%   | RPW | APW | SPW | BPW | PPW |
| -------- | ---------------------- | -- | -- | --- | ---- | --- | ----- | --- | --- | --- | --- | --- |
| 2024/25  | Indiana Pacers         | 5  | 0  | 1,6 | 16,7 | 0,0 | 100,0 | 0   | 0,2 | 0   | 0   | 0,6 |
| 2024/25  | Minnesota Timberwolves | 3  | 0  | 2,7 | 0,0  | -   | -     | 1,3 | 0,3 | 0,3 | 0   | 0,4 |
| Carrière | Carrière               | 8  | 0  | 2,0 | 12,5 | 0,0 | 100,0 | 0,5 | 0,3 | 0,1 | 0   | 0,4 |